# 冨井大裕
冨井 大≥裕（とみい もとひろ、1973年 - ）は日本の現代アーティスト。武蔵野美術大学造形学部彫刻学科教授。

## 概要
1973年新潟県生まれ。
武蔵野美術大学大学院造形研究科彫刻コース修了
主な展覧会に第1回所沢ビエンナーレ美術展 −引込線−（西武鉄道旧所沢車両工場、2009）、「再考現学／Re-Modernologio　phase2：観察術と記譜法」（国際芸術センター青森、2011）、「MOTアニュアル2011 Nearest Faraway｜世界の深さのはかり方」（東京都現代美術館、2011年）、「水と土の芸術祭2012」（新潟）など。